# Суса (Тренто)
Суса је насеље у Италији у округу Тренто, региону Трентино-Јужни Тирол.
Према процени из 2011. у насељу је живело 775 становника. Насеље се налази на надморској висини од 564 м.